# Discografie van ADF Samski
Hieronder volgt de discografie van de Nederlandse rapper ADF Samski, met name zijn albums en zijn nummers met een notering in een hitlijst. 

## Albums
| Album                  | Verschijnen      | Label   | Hitlijsten | Hitlijsten | Hitlijsten | Hitlijsten | Opmerkingen                     |
| Album                  | Verschijnen      | Label   | BE (VL)    | BE (VL)    | NL         | NL         | Opmerkingen                     |
| Album                  | Verschijnen      | Label   | Piek       | Weken      | Piek       | Weken      | Opmerkingen                     |
| ---------------------- | ---------------- | ------- | ---------- | ---------- | ---------- | ---------- | ------------------------------- |
| Fresh prince van Noord | 24 juli 2020     | ADF ENT | 19         | 16         | 4          | 57         | Studioalbum / Goud in Nederland |
| Cartier music          | 16 december 2022 | ADF ENT | 185        | 1          | 18         | 5          | Studioalbum                     |

## Nummers met een notering in een hitlijst
| Lied                                                                        | Verschijnen       | Album                                         | Hitlijsten | Hitlijsten | Hitlijsten  | Hitlijsten  | Hitlijsten   | Hitlijsten   | Opmerkingen          |
| Lied                                                                        | Verschijnen       | Album                                         | BE (VL)    | BE (VL)    | NL (Top 40) | NL (Top 40) | NL (Top 100) | NL (Top 100) | Opmerkingen          |
| Lied                                                                        | Verschijnen       | Album                                         | Piek       | Weken      | Piek        | Weken       | Piek         | Weken        | Opmerkingen          |
| --------------------------------------------------------------------------- | ----------------- | --------------------------------------------- | ---------- | ---------- | ----------- | ----------- | ------------ | ------------ | -------------------- |
| 1000 tranen (met Hef en Kevin)                                              | 24 juli 2020      | Fresh prince van Noord                        | —          | —          | —           | —           | 27           | 5            |                      |
| Spiritual (met $hirak, Henkie T en Boef)                                    | 11 september 2020 | Talou (van $hirak)                            | tip        | —          | —           | —           | 21           | 7            | Goud in Nederland    |
| Scooter (met Yssi SB, Qlas & Blacka en Ashafar)                             | 23 oktober 2020   | Nooit gedacht (van Yssi SB)                   | tip3       | —          | tip1        | —           | 1 (2 wkn)    | 13           | Goud in Nederland    |
| No hook 3                                                                   | 10 februari 2021  | —                                             | tip        | —          | —           | —           | 35           | 5            |                      |
| Gouden ticket                                                               | 27 februari 2022  | Cartier music                                 | —          | —          | —           | —           | 93           | 1            |                      |
| Okee shordy (met Trobi, Ronnie Flex en Chivv)                               | 4 maart 2022      | Trobi on the beat (van Trobi)                 | —          | —          | tip1        | —           | 8            | 19           | Platina in Nederland |
| Ome Duo (met Trobi, Chivv, Kraantje Pappie en Angela Groothuizen)           | 21 april 2023     | —                                             | —          | —          | tip2        | —           | 30           | 16           | Goud in Nederland    |
| Kameraden voor het leven (met Hef, Emms, Kevin, Sjaf, Ronnie Flex en Jahma) | 12 mei 2023       | —                                             | —          | —          | —           | —           | 56           | 1            |                      |
| Bon mij (met Chivv en DJ Wale)                                              | 28 mei 2023       | 3 over 4 (van Chivv en DJ Wale)               | —          | —          | —           | —           | 22           | 8            |                      |
| That's a lie (met Alessio, DJ Dylvn, Ronnie Flex en Chivv)                  | 28 december 2023  | —                                             | —          | —          | tip16       | —           | 72           | 1            |                      |
| Studie uit (met Chivv, Mula B, Emms en Trobi)                               | 25 april 2024     | —                                             | —          | —          | —           | —           | 52           | 2            |                      |
| Anna (met Cristian D, Lil' Kleine en $hirak)                                | 24 mei 2024       | Love Doesn't Exist (van Cristian D en $hirak) | —          | —          | —           | —           | 29           | 8            |                      |
| Chinchin (met Ronnie Flex, Antoon, Lil' Kleine en Kraantje Pappie)          | 19 september 2024 | —                                             | —          | —          | tip4        | —           | 10           | 10           |                      |
| Lil Freakje (met Kraantje Pappie)                                           | 11 april 2025     | —                                             | —          | —          | 33          | 3           | 25           | 7            |                      |
| Haver Cappu (met Trobi en Milolaathetlukken)                                | 15 mei 2025       | —                                             | —          | —          | —           | —           | 83           | 1            |                      |
| Suffe Goon (met Ronnie Flex, Qlas en Yssi SB)                               | 13 juni 2025      | —                                             | —          | —          | tip8        | —           | 18           | 5            |                      |